# Muaralati
Muaralati is een bestuurslaag in het regentschap Sarolangun van de provincie Jambi, Indonesië. Muaralati telt 403 inwoners (volkstelling 2010).